# Martin Moran
Martin Moran (Denver, 29 dicembre 1959) è un attore e scrittore statunitense, noto soprattutto come interprete di musical a Broadway.

## Biografia
Nato e cresciuto a Denver, Martin Moran ha fatto il suo debutto a Broadway nel 1984 recitando in un allestimento di Oliver! con Ron Moody e Patti LuPone, ma ha ottenuto il suo primo ruolo di rilievo due anni più tardi interpretando Huckleberry Finn nel musical Big River a Broadway. Dopo aver recitato in produzioni regionali di alcune commedie musicali, tra cui 1776 a Williamstown nel 1991, nel 1996 è tornato a recitare a Broadway in un revival del musical Premio Pulitzer How To Succeed in Business Without Really Trying, in cui ha ricoperto dei ruoli minori prima di rimpiazzare Matthew Broderick nel ruolo del protagonista J. Pierrepont Finch. Negli anni successivi ha recitato ancora a Broadway nei musical Titanic (1997), Bells Are Ringing (2001) e Cabaret per la regia di Sam Mendes, in cui ha interpretato Ernst Ludwig dal 1999 al 2000 e poi ancora tra il 2003 e il 2004.
Nell 2005 ha pubblicato le sue memorie, intitolate The Tricky Part: A Boy's Story of Sexual Trespass, a Man's Journey to Forgiveness, che successivamente ha riadattato nella commedia omonima; la pièce è stata portata in scena nell'Off-Broadway nello stesso anno ed è valsa a Moran due candidature ai Drama Desk Award come attore e drammaturgo. È autore di altre due commedie teatrali: Theo e All the Rage. Il suo lavoro nell'Off-Broadway include una dozzina di musical e opere di prosa, tra cui la prima del musical Fun Home nel 2012. Tra il 2006 e il 2009 ha recitato ancora a Broadway nel musical Spamalot per tre stragioni successive, mentre nel 2011 ha recitato nella tournée statunitense del musical Wicked nel ruolo del dottor Dillamond. Dopo aver recitato in produzioni regionali di Titanic (St. Louis, 2010), Sogno di una notte di mezza estate (La Jolla, 2010) e Vanya and Sonia and Masha and Spike (San Diego, 2014; Boston, 2015), nel 2016 ha recitato nella prima assoluta di The Prom in scena ad Atlanta. L'anno successivo ha interpretato Herbie nel musical Gypsy, mentre nel 2018 è tornato a Broadway per interpretare nuovamente il dottor Dillamond nella produzione stabile di Wicked.
È dichiaratamente gay e impegnato in una relazione con il compositore Joseph Talken.

## Filmografia parziale
- Dellaventura – serie TV, 1 episodio (1997)
- Law & Order - I due volti della giustizia – serie TV, 1 episodio (2000)
- Law & Order: Criminal Intent – serie TV, 1 episodio (2002)
- The Big C – serie TV, 1 episodio (2010)
- La musica che non ti ho detto (The Music Never Stopped), regia di Jim Kohlberg (2011)
- The Newsroom – serie TV, 1 episodio (2012)
- Z Nation – serie TV, 3 episodi (2018)

## Opere letterarie

### Romanzi e autobiografie
- The Tricky Part: A Boy's Story of Sexual Trespass, a Man's Journey to Forgiveness, Beacon Press, 2005. ISBN 978-0-8070-7262-2
- All the Rage: A Quest, Beacon Press, 2016. ISBN 978-0-8070-8657-5

### Opere teatrali
- The Tricky Part, Dramatists Play Service, 2005. ISBN 978-0-8222-2036-7
- All the Rage, Dramatists Play Service, 2013. ISBN 978-0-8222-2928-5